# I Would Die 4 U
«I Would Die 4 U» — композиция американского певца и музыканта Принса с альбома Purple Rain, являющегося саундтреком к одноимённому фильму. Это четвёртый сингл с альбома, выпущенный 28 ноября 1984 года.

## О композиции
Песня была записана 3 августа 1983 года во время благотворительного концерта в Minnesota Dance Theatre в Миннеаполисе. Концерт был записан Дэвидом Ривкином с помощью мобильной студии производства компании Record Plant. Три песни с концерта — «Purple Rain», «I Would Die 4 U» и «Baby I’m a Star» — послужили основой для саундтрека фильма «Пурпурный дождь». В августе-сентябре 1983 года Принс выполнил наложения и перезаписал вокал в студии Sunset Sound в Лос-Анджелесе.
Удлинённая версия «I Would Die 4 U» представляет собой репетиционный джем, записанный с музыкантами группы Шейлы И. перед началом Purple Rain Tour; существует также необрезанная 31-минутная версия, официально не издававшаяся, но распространившаяся на бутлегах.
На концертах «I Would Die 4 U» часто исполнялась в паре с «Baby I’m a Star», следующей за ней композицией с альбома Purple Rain.
В США песня заняла 8 строчку в чарте Billboard Hot 100.

## Список композиций
7"
1. «I Would Die 4 U» (сингл-версия) — 2:57
2. «Another Lonely Christmas» — 4:51

12"
1. «I Would Die 4 U» (удлинённая версия) — 10:15
2. «Another Lonely Christmas» (удлинённая версия) — 6:47

12" (британское издание)
1. «I Would Die 4 U» (сингл-версия) — 2:57
2. «Another Lonely Christmas» — 4:51
3. «Free» — 5:00

## Чарты
| Страна         | Чарт                  | Позиция |
| -------------- | --------------------- | ------- |
| Бельгия        | Ultratop              | 11      |
| Великобритания | UK Singles Chart      | 58      |
| Нидерланды     | Mega Top 100          | 7       |
| США            | Hot R&B/Hip-Hop Songs | 11      |
| США            | Billboard Hot 100     | 8       |
| США            | Hot Dance Club Songs  | 50      |

## Кавер-версии
- Инди-группа Cush — для EP Spiritual 1 (2002)[4]
- Space Cowboy — для альбома Across the Sky (2003)[5]
- Mariachi El Bronx — для трибьют-альбома Purplish Rain (2009)[6]
- Нео-соул-певец Raheem DeVaughn — для микстейпа «Mr. February aka March Madness» (2010)[7]
- Синтипоп-группа Chvrches исполняла песню на концертах в 2012 году[7]
- White Lies — для EP Small TV (2013)
- Мигель — на концерте «Let’s Go Crazy: The Grammy Salute to Prince» (2020)[8][9].